# Villa Pauli, Djursholm

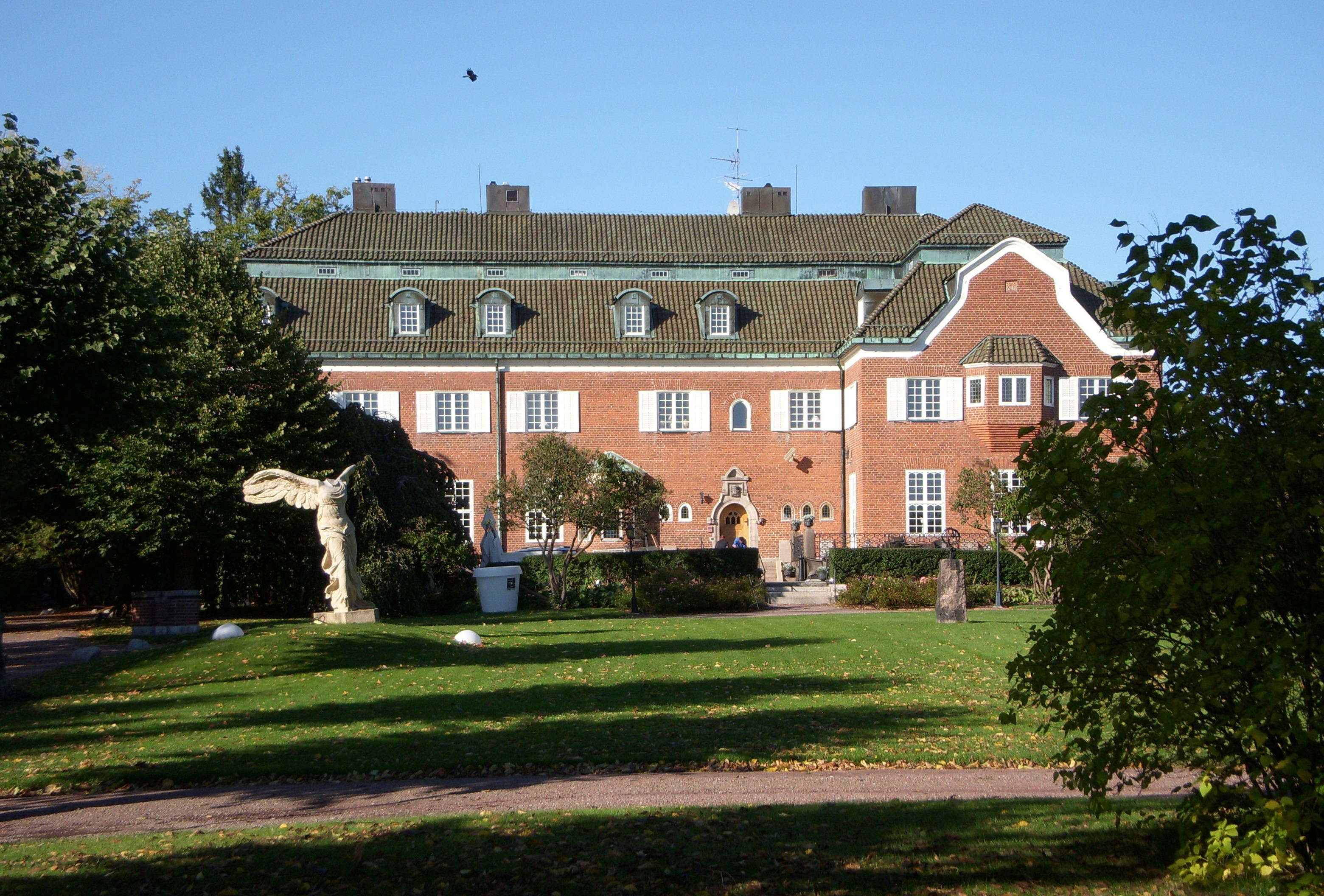
Villa Pauli, huvudbyggnad, oktober 2008.

Se även Villa Pauli, Storängen, hem till Hanna och Georg Pauli.
Villa Pauli är en patriciervilla i kvarteret Breidablik vid Strandvägen 19 i Djursholm, ritad av arkitekt Ragnar Östberg och färdigställd år 1907. Sedan 2017 är Villa Pauli en medlemsklubb vid namn Djursholm Country Club. Fastigheten Breidablik 8-9 har år 2003 av Danderyds kommun klassats som ”omistlig” och omfattas i detaljplanen av q-bestämmelser.

## Familjebakgrunden

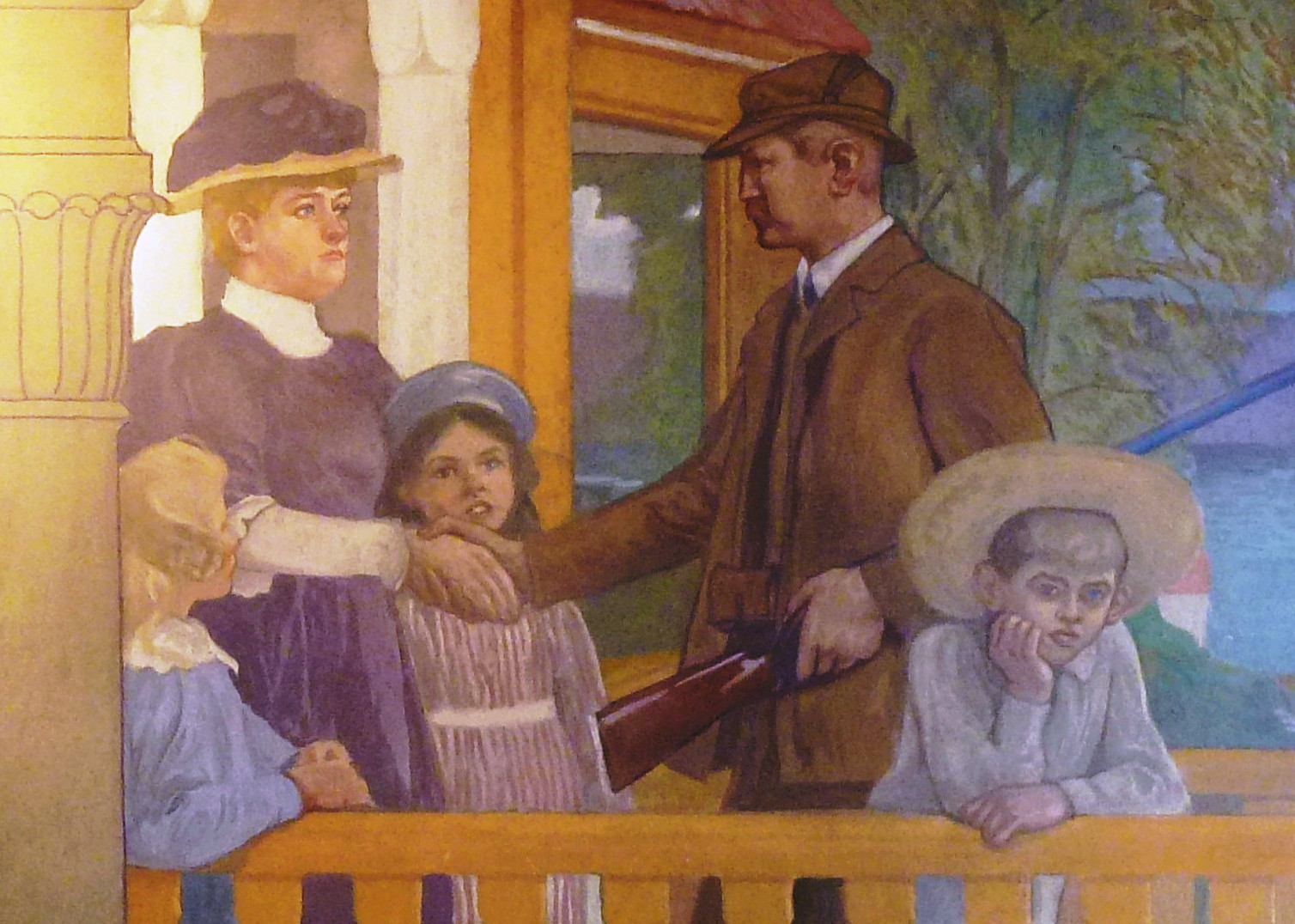
Anna och Albert Pauli med några av sina barn. Detalj från salongens väggmålning.

Uppdragsgivarna till Villa Pauli var Anna Pauli och hennes make, ögonläkaren Albert Pauli. Han var son till apotekaren och kemisk-tekniske fabrikören Ferdinand Pauli (1815-1904), även grundare av parfymfabriken F. Pauli, som mellan 1867 och 1936 låg vid Fleminggatan på Kungsholmen. Albert Paulis halvbror var konstnären Georg Pauli, som sedan 1904 bodde i Villa Pauli, Storängen, söder om Stockholm.
Anna (född Smitt) och Albert gifte sig 1898 och bodde till en början i Carlbergska huset (numera känt som "LO-borgen") vid Norra Bantorget. När familjen Pauli hade vuxit beslutade man att flytta utanför storstaden. Valet föll på Djursholm, norr om Stockholm. Mellan Stockholm och Djursholm fanns redan en bra och snabb järnvägsförbindelse, Roslagsbanan, som underlättade resan till och från staden.
År 1904 hade Anna Pauli ärvt sin far Johan Wilhelm Smitt. Denne var under sin livstid en av Sveriges främsta entreprenörer. Han hade under 1850-talet skapat stora ekonomiska tillgångar på jordegendomar i Sydamerika. Med sin förmögenhet köpte han sedermera upp delar av Kungsholmen för exploatering, där han grundade S:t Eriks Bryggeri. Han kallades "Kungsholmskungen" och var inte släkt med "brännvinskungen" Lars Olsson Smith. 
Johan Wilhelm Smitt kom senare att göra sig känd som finansiär till bland annat Stockholms Högskola (numera Stockholms Universitet) och Alfred Nobels Nitroglycerin Aktiebolaget, vars styrelseordförande han blev från 1864 till sin död 1904. Han medverkade även till grundandet av Enskilda Banken och Handelsbanken. Historien berättar att Anna Pauli placerade sina nyss ärvda pengar i tomten vid Strandvägen och den planerade villan.

## Byggnadsbeskrivning
| Villa Pauli på äldre vykort. Till vänster: fasad mot syd, till höger: fasad mot norr. |  | Villa Pauli på äldre vykort. Till vänster: fasad mot syd, till höger: fasad mot norr. |
| Villa Pauli på äldre vykort. Till vänster: fasad mot syd, till höger: fasad mot norr. |  |                                                                                       |

Paret Pauli anlitade arkitekt Ragnar Östberg att rita ett representativt hem åt dem i kvarteret Breidablik invid Strandvägen och med utsikt över Stora Värtan. Östberg påbörjade projekteringen år 1905 och villan skulle bli hans första monumentala byggnadsverk i tegel. Villan för familjen Pauli kom sedermera att följas upp av flera monumentala tegelhus: Östra Real (klart 1910), Villa Geber (klart 1913) och inte minst Stockholms stadshus (klart 1923).

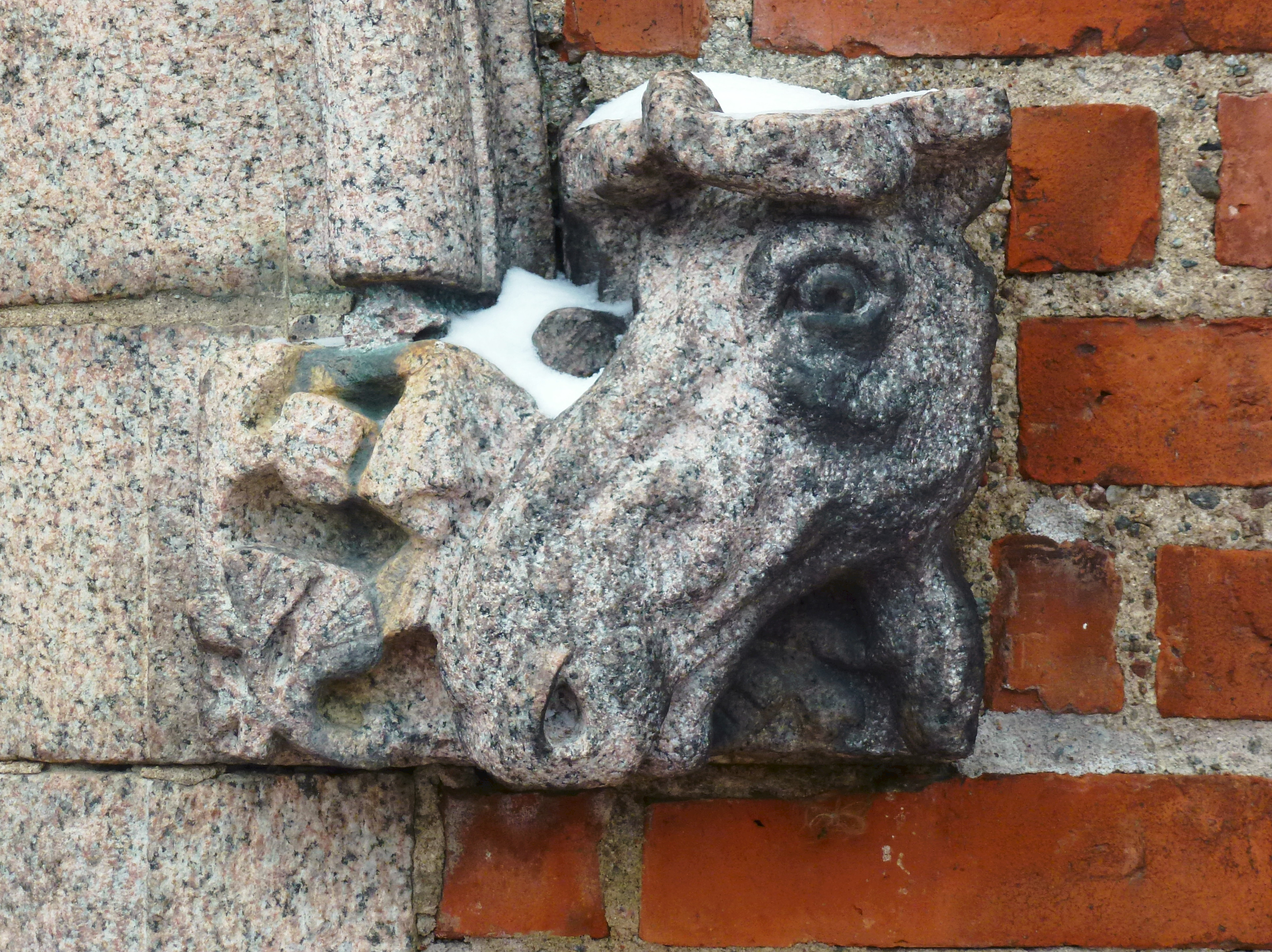
Carl Eldhs älghuvud vid entrén.

Villan vid Strandvägen i Djursholm blev en palatsliknande högreståndsvilla i tung men strikt tegelarkitektur, gestaltad i nationalistisk stil. Byggnaden uppfördes av byggmästaren Vilhelm Norrbin i rött, skånskt handslaget murtegel med gråa fogar och murat i kryssförband. Runt takfoten accentuerade Östberg fasaden genom ett putsat och vit målat band. Fönstren är smårutiga och målade i vit kulör. Taket täcktes med grönt, glaserat taktegel från Holland. Villa Pauli är ett tidigt exempel på hur Östberg samarbetade med konstnärer som stod för diverse dekoreringar.
Den strama tegelvillan med säteritak och egen chaufförsbostad i portalhuset kallades trots sin monumentalitet i folkmun för "fattighuset", och "väckte goda djursholmares vedervilja samt mottogs med smädelser" på grund av sin enkelhet i fasadernas formgivning. Vid den tiden var villor i en lättsam, nationalromantisk stil dominerande i Djursholm och troligen hade grannarna förväntat sig något liknande. Östberg själv bemötte kritiken och menade att hans byggnad är en åretruntbostad och inget sommarhus, därför upplevs det som tungt och allvarligt. År 1907 var villan inflyttningsklar.
Huset har två våningar och numera även en inredd vind. Nedervåningen upptogs av stora sällskapsrum (idag festvåning) med en dominerande, centralt placerat trapphall. Därifrån når man biljardsalen och via den "herrens rum". Matsalen skjuter ut som en egen byggnadskropp på gaveln mot öst. Bakom den låg kök och serveringsrum. Kapprum och toalett anordnades i anslutning till huvudentrén. I övervåningen fanns familjens föräldrasovrum, jungfrukammare och barnkammare, Paulis hade fem barn, idag nyttjad som hotell- och konferensrum. 
Trots alla ägare har interiören mycket kvar av sin ursprungliga karaktär, speciellt på bottenvåningen. Här märks bibliotekets och biljardsalens boaseringar, skåpdörrar med intarsia, entréhallens kassettak, matsalens spanska kakelsättning och inte minst stora salens väggmålningar. En detalj som blev omtyckt i dåtidens villaarkitektur är de snedställa väggarna som går direkt ut i fönsternischerna och på det viset skapar ett vackert släpljus i rummet. Villa Paulis arkitektur anpassades av Ragnar Östberg för de stora fester och representationer som paret Anna och Albert Pauli regelbundet höll i början av 1900-talet.

### Interiörbilder

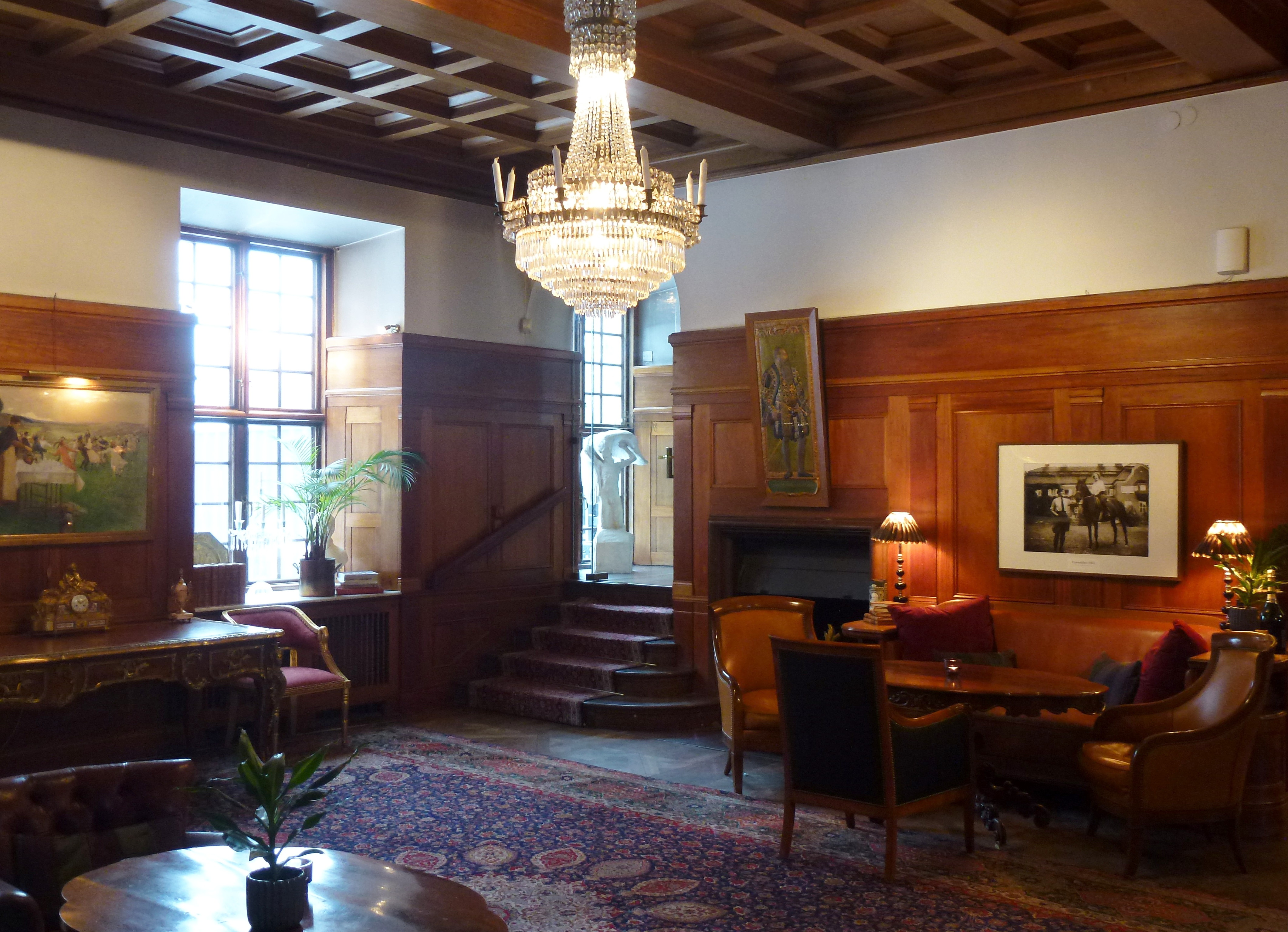
Nedre hallen
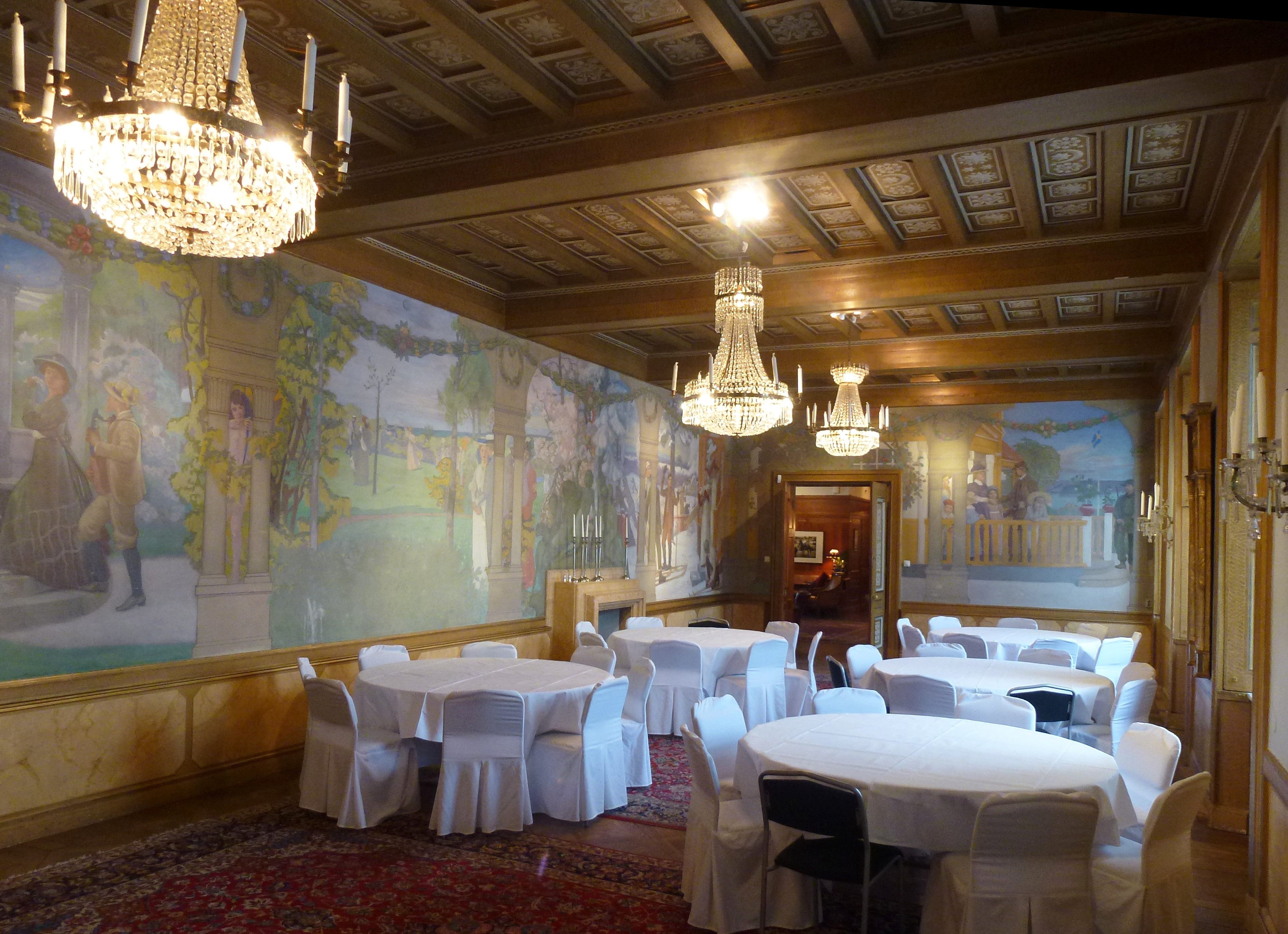
Salongen
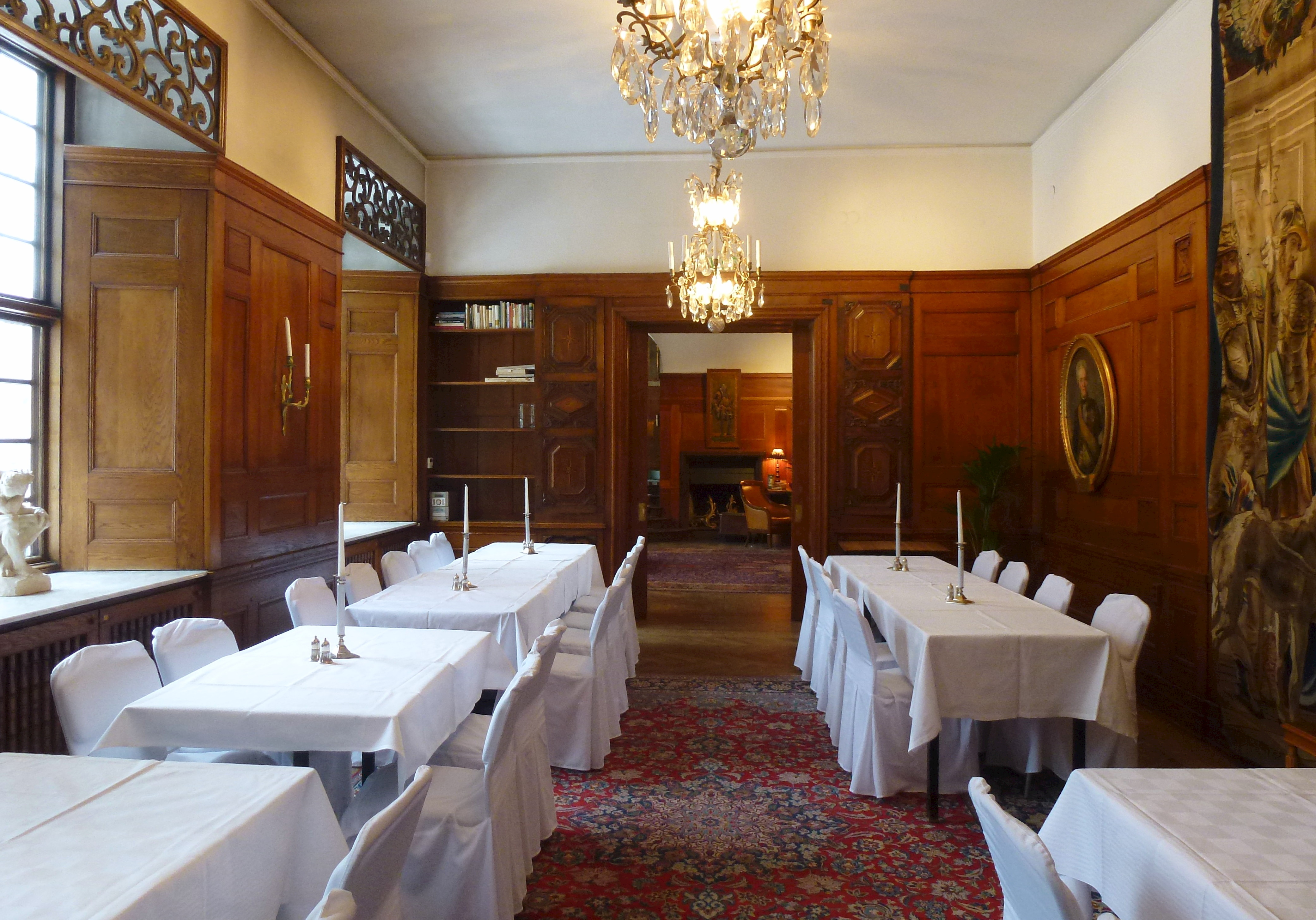
F.d. biljardsalen
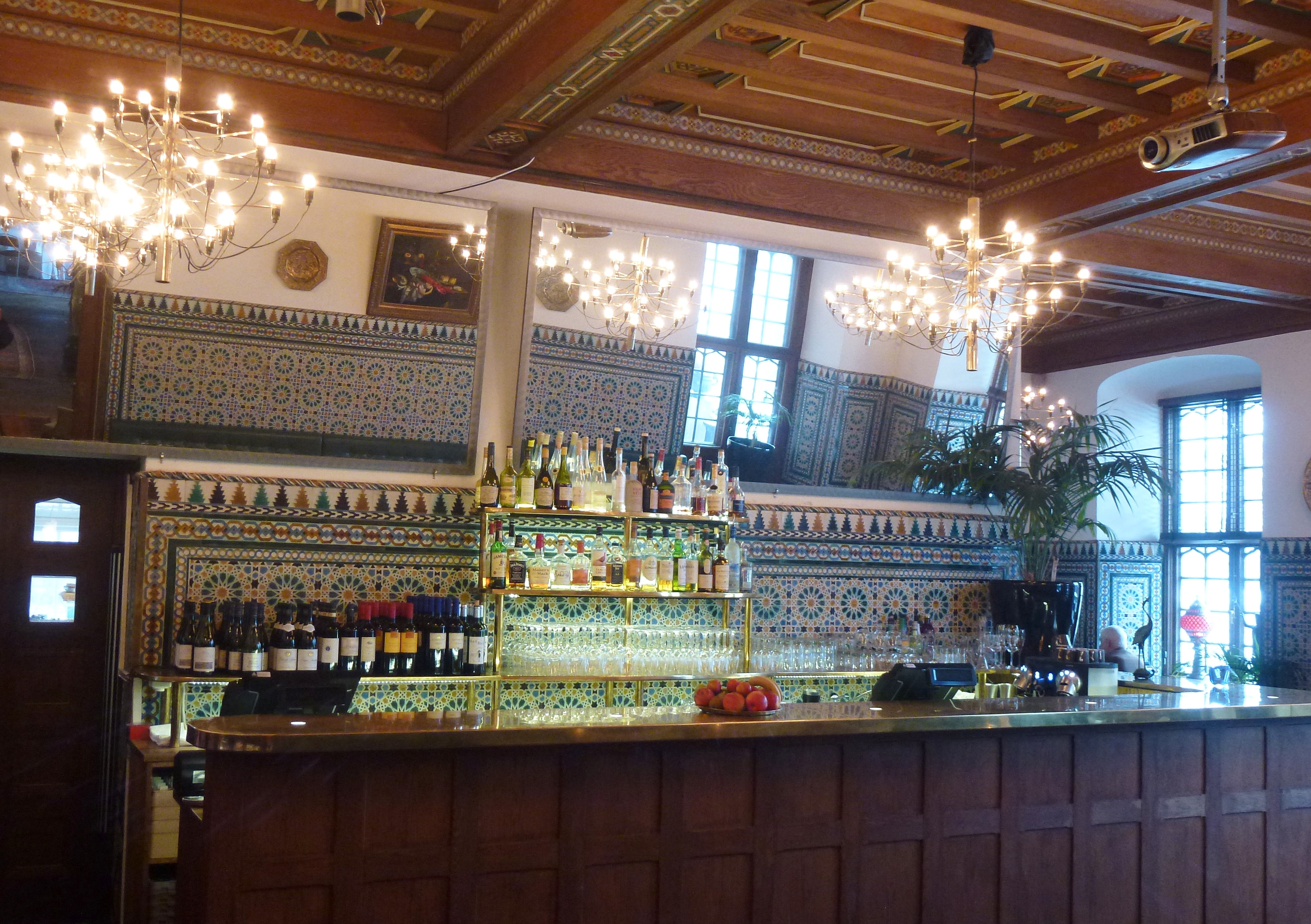
Baren i matsalen
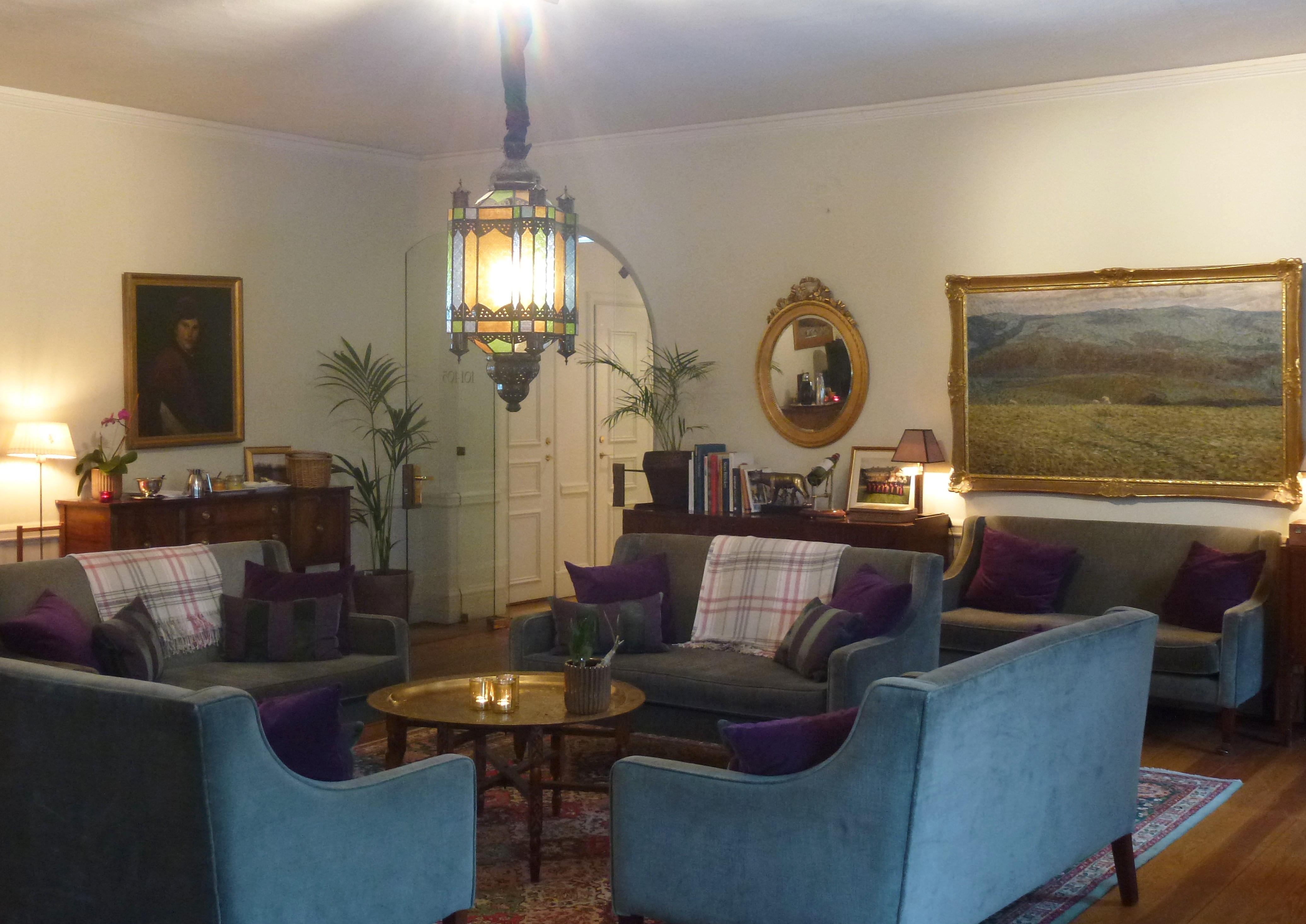
Övre hallen

Många unika detaljer bidrar till den särpräglade miljön. Bland annat finns fasadutsmyckningar av skulptören Carl Eldh och väggmålningar av konstnären Georg Pauli. Eldh utförde ornamentala detaljer i exteriören, bland annat ett älghuvud och en maskaron i granit vid entrén. Georg Pauli skapade freskmålningen Åldrar och Årstider som pryder stora salongens väggar på entréplanet och som på ett sinnrikt sätt gestaltar familjen Pauli under de fyra årstiderna. Som medhjälpare hade han Carl Wetterstrand, en kamrat från  Konstakademien, som senare även var verksam vid stadshusets tillkomst. På tre väggar avbildas bland andra paret Pauli omgivna av sina barn och konstnären Georg Pauli själv bakom sitt staffli. Anna Pauli tyckte att svågern målat henne sur och trumpen och protesterade, förgäves. På fasaden och staketet finns Anna och Albert Paulis initialer "A+P". I trädgården står en kopia av Nike från Samothrake. Ursprungligen låg framför huset en terrass med pyramidekar och cypresser. Ett portalhus, även det ritat av Östberg, begränsar tomten mot sydväst.

### Freskomålningar i Villa Pauli, Djursholm
Freskomålningar  "Åldrar och Årstider" i stora salongen.

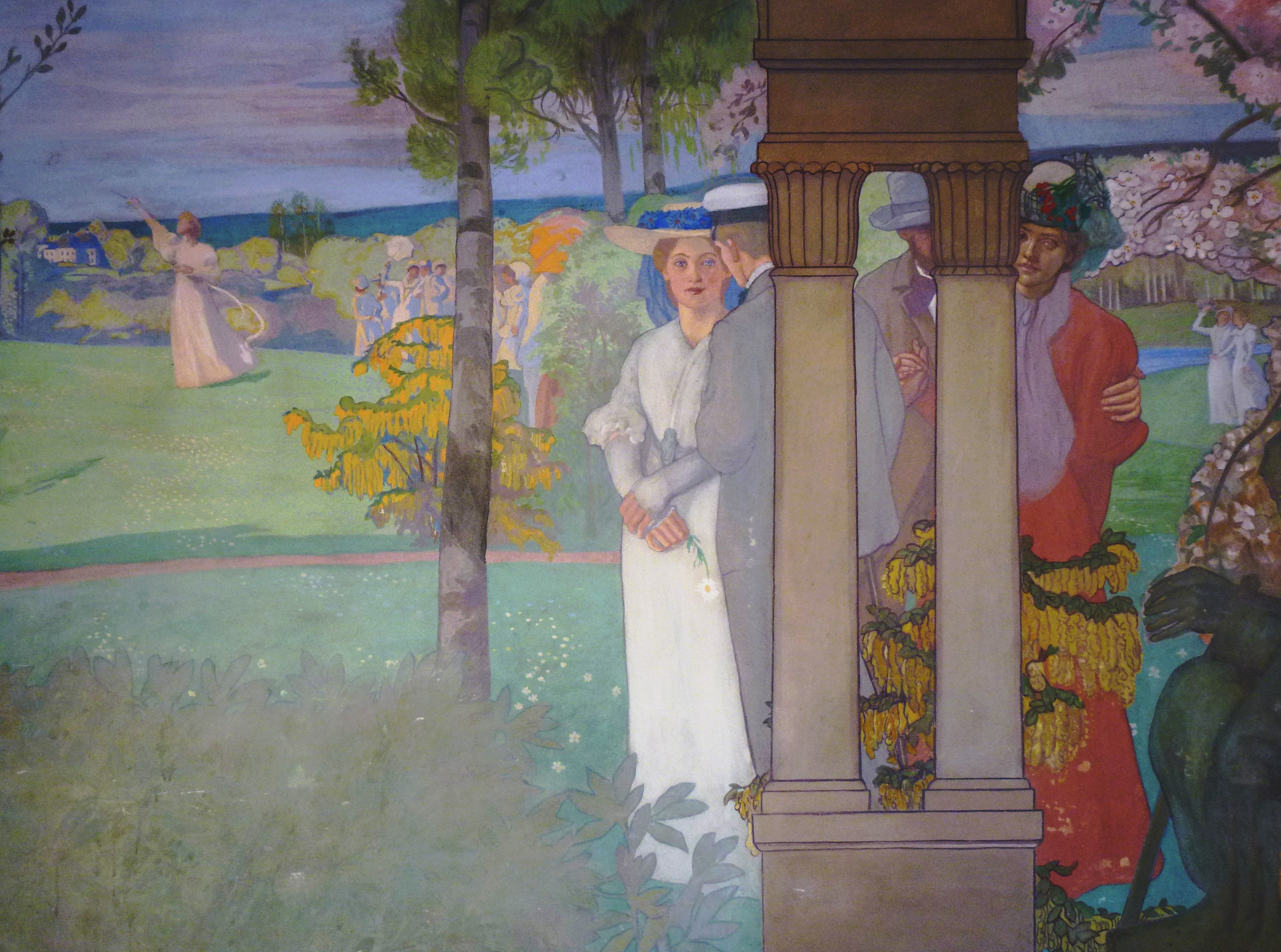
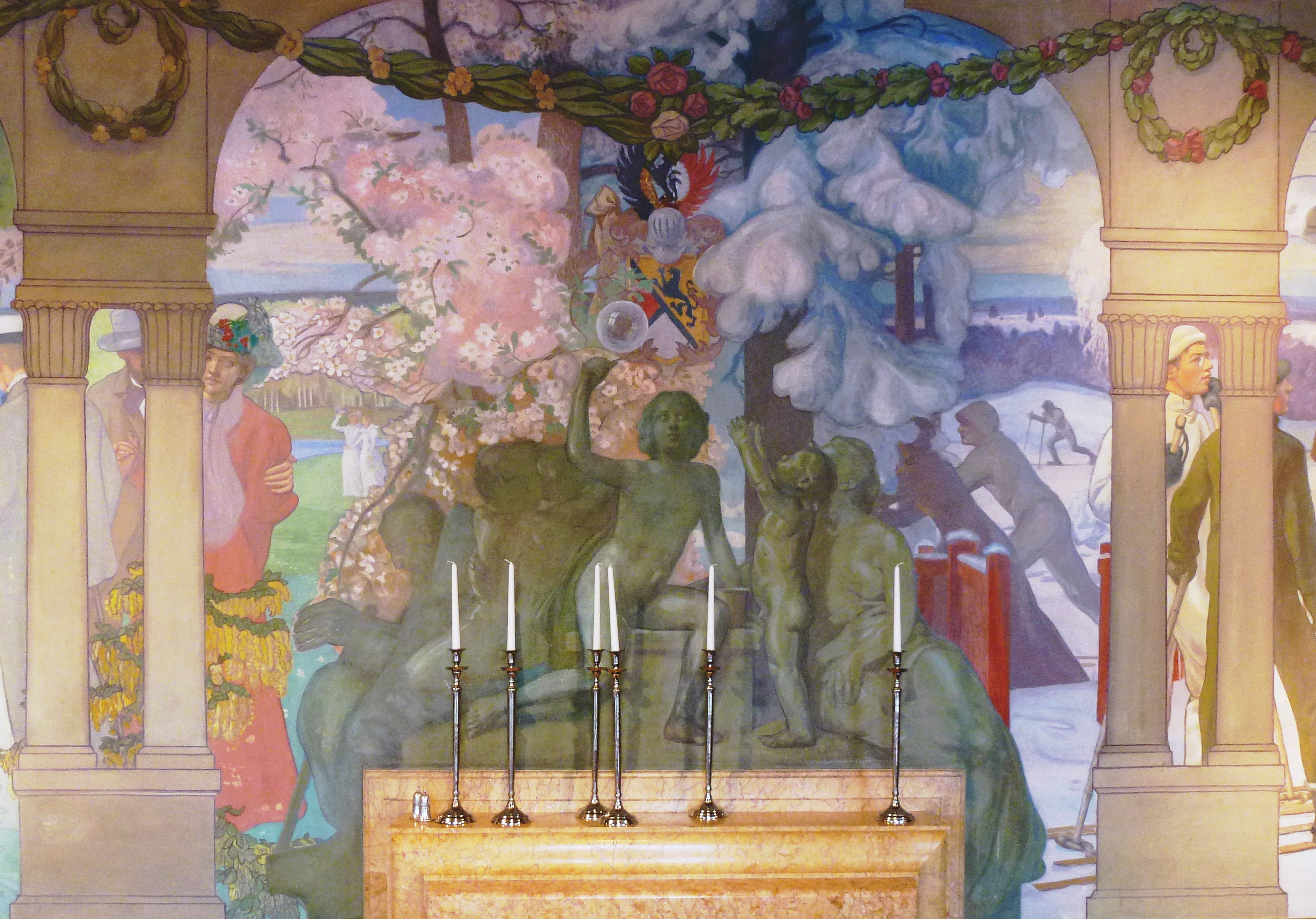
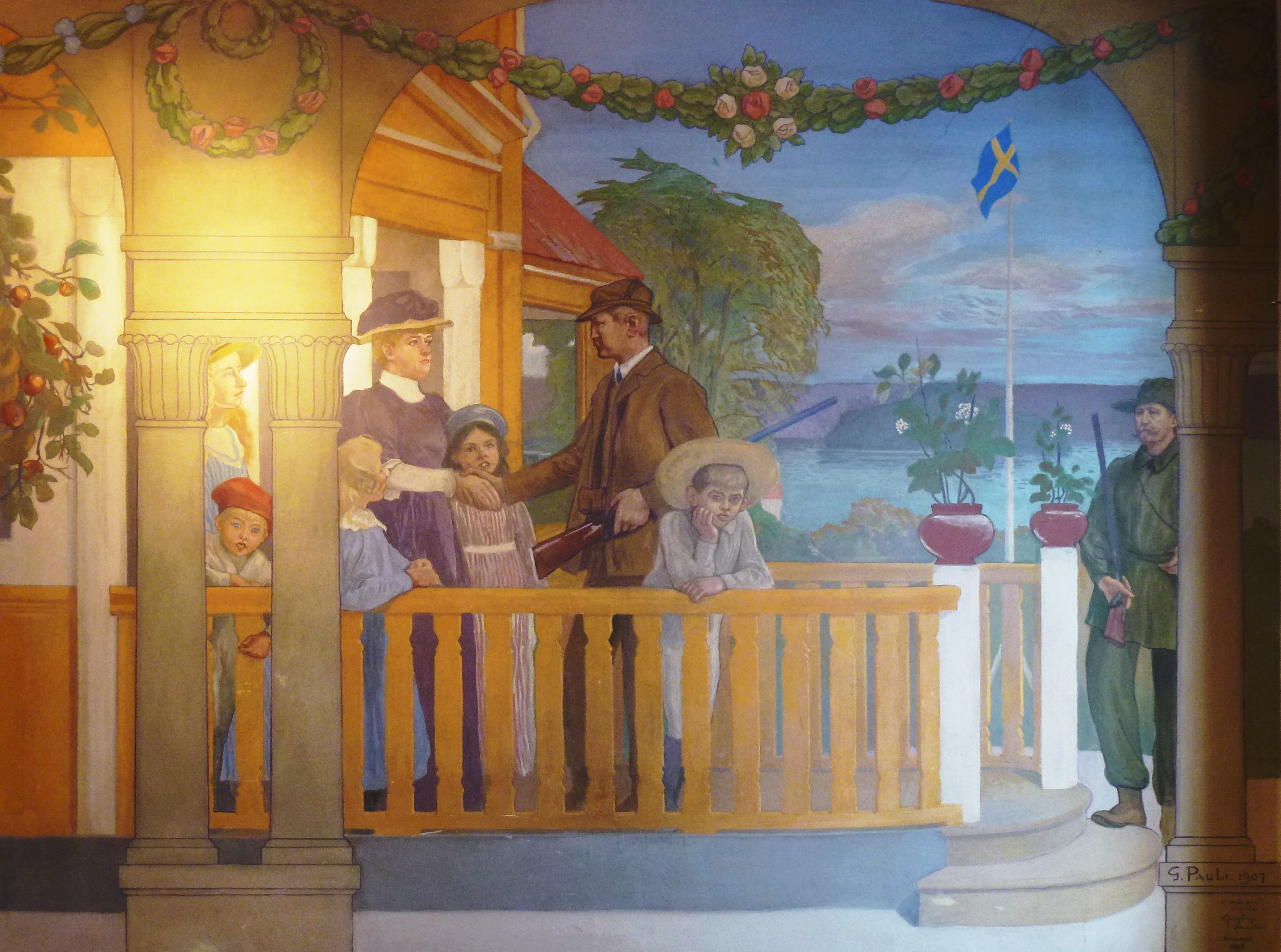
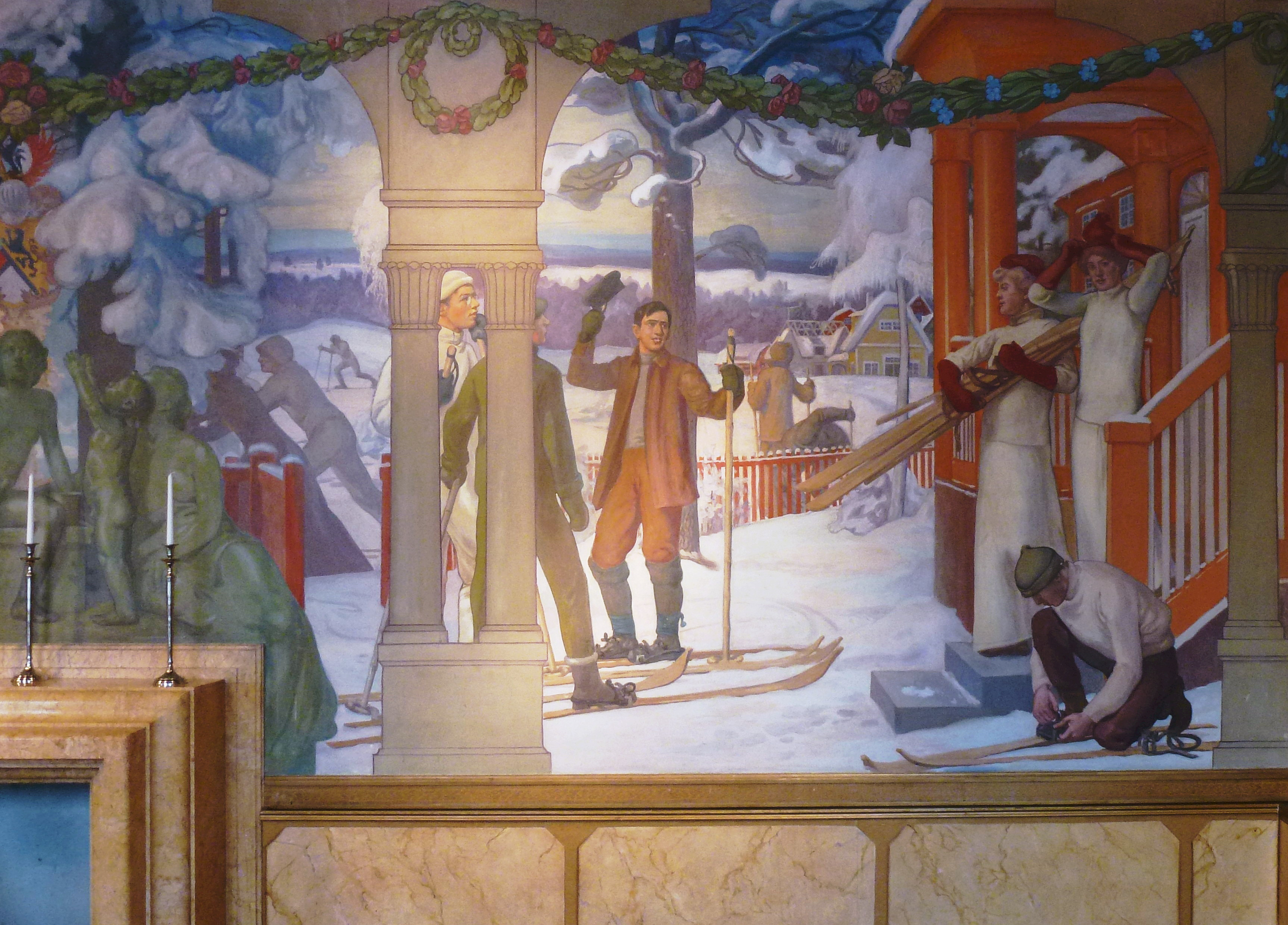
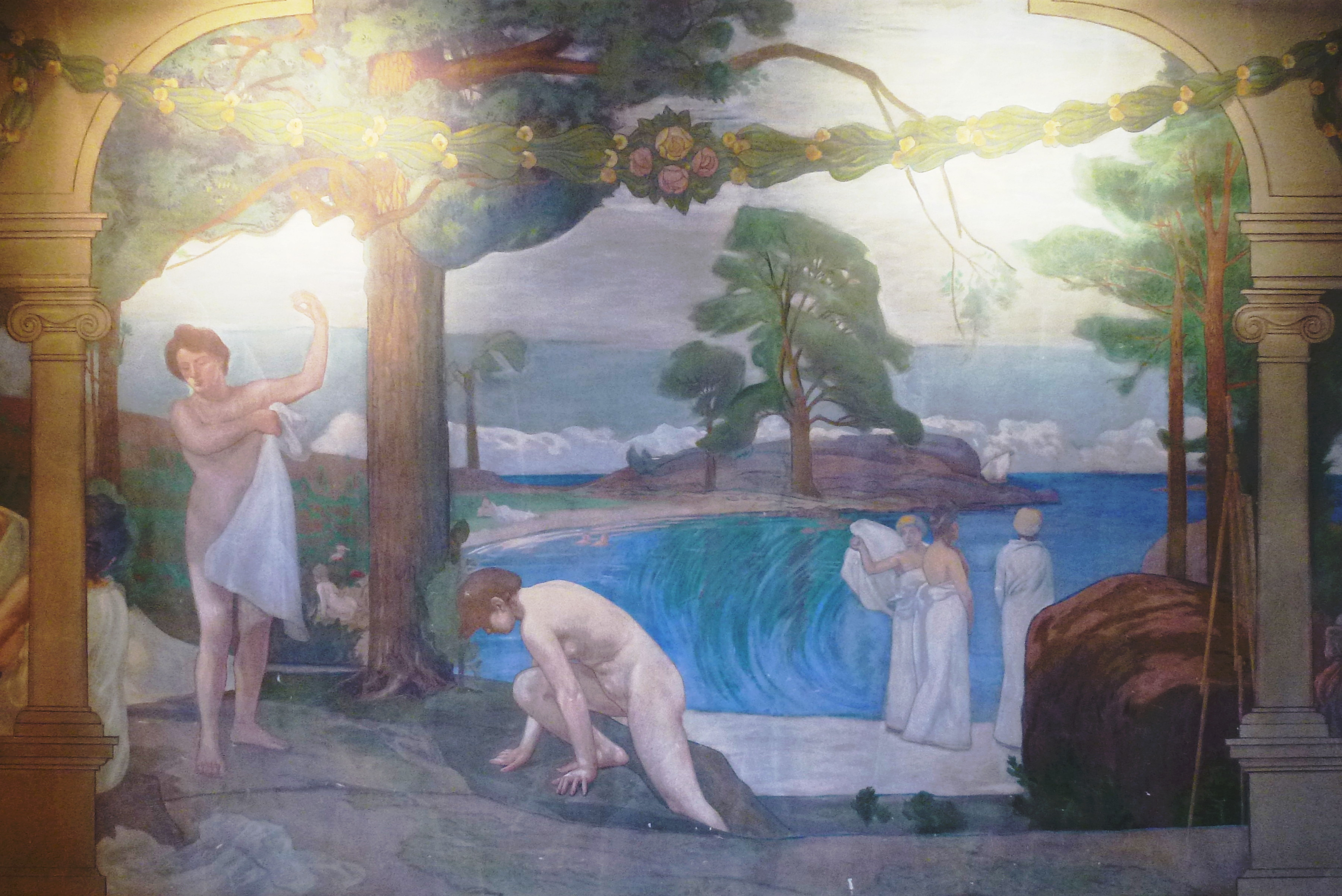

## Ägare
Albert Pauli avled år 1936, därefter bodde familjen kvar till 1942, då bergsingenjören Sven Schwartz blev ny ägare. Han var bland annat VD för Boliden AB. Fram till år 1967 förblev Villa Pauli privatägd, då förvärvade Elisabetsystrarna fastigheten, som under en tid fick tjäna som deras kommunitet. De lät bygga om vinden för systrarnas sovceller och drev en förskola i stora salongen på bottenvåningen. Väggarnas freskmålningar, som även visade några bara kvinnobröst, gömdes bakom förhängen och blev bevarade. 
År 1985 köptes Villa Pauli av storbyggmästare Birger Gustavsson (Fabege), vid den tidpunkten en av Sveriges rikaste män. Han kostade på 90 miljoner kronor för en varsam och omfattande renovering som gjorde huset till exklusiv hotellanläggning med gourmetrestaurang, festvåning och konferenslokaler. Sedan i slutet av 2020 ägs fastigheten av Djursholm Country Club Estate AB. Även kallade H-M ägarna.

### Bilder, byggnadsdetaljer

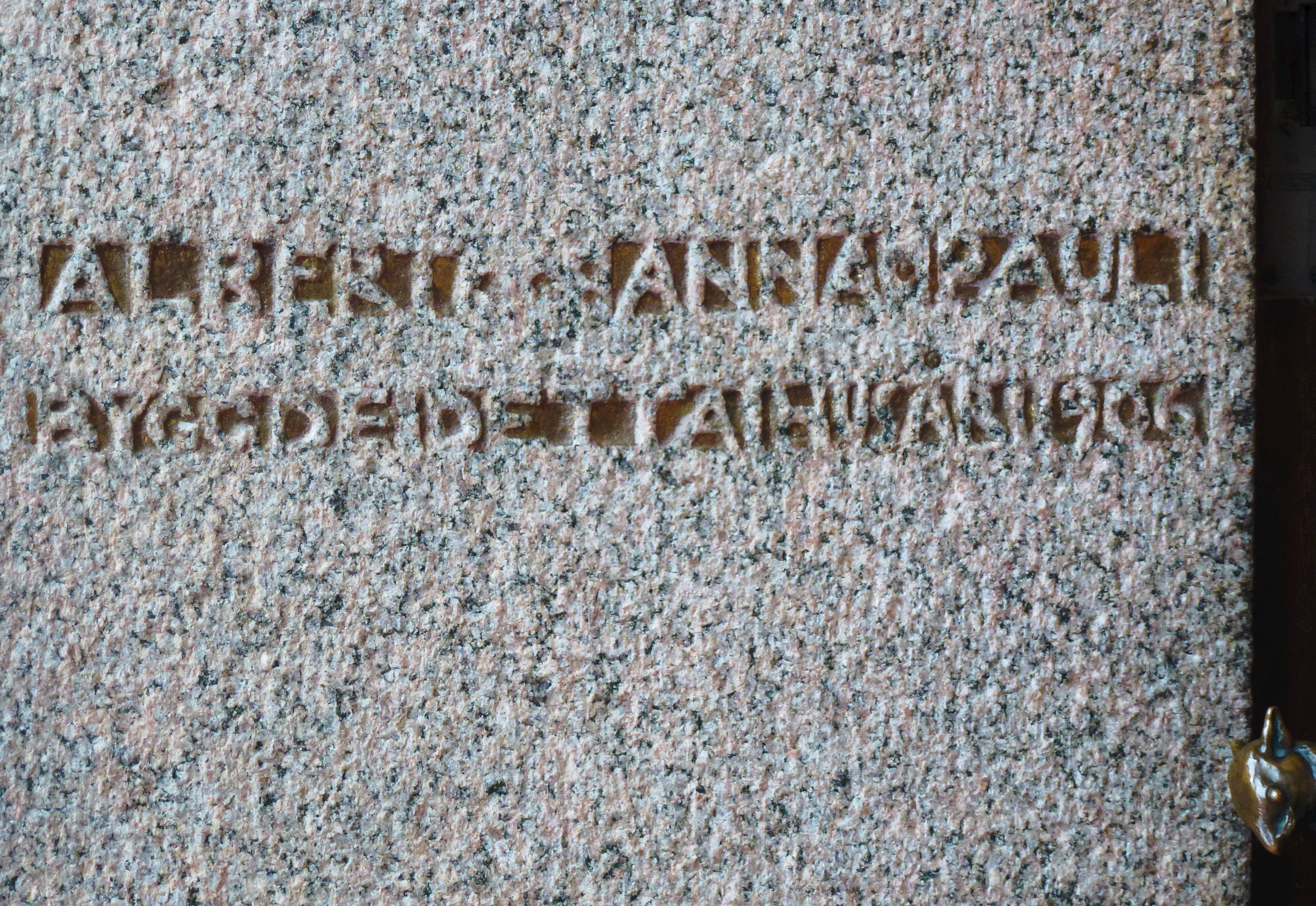
"Anna och Albert Pauli byggde detta hus år 1906"
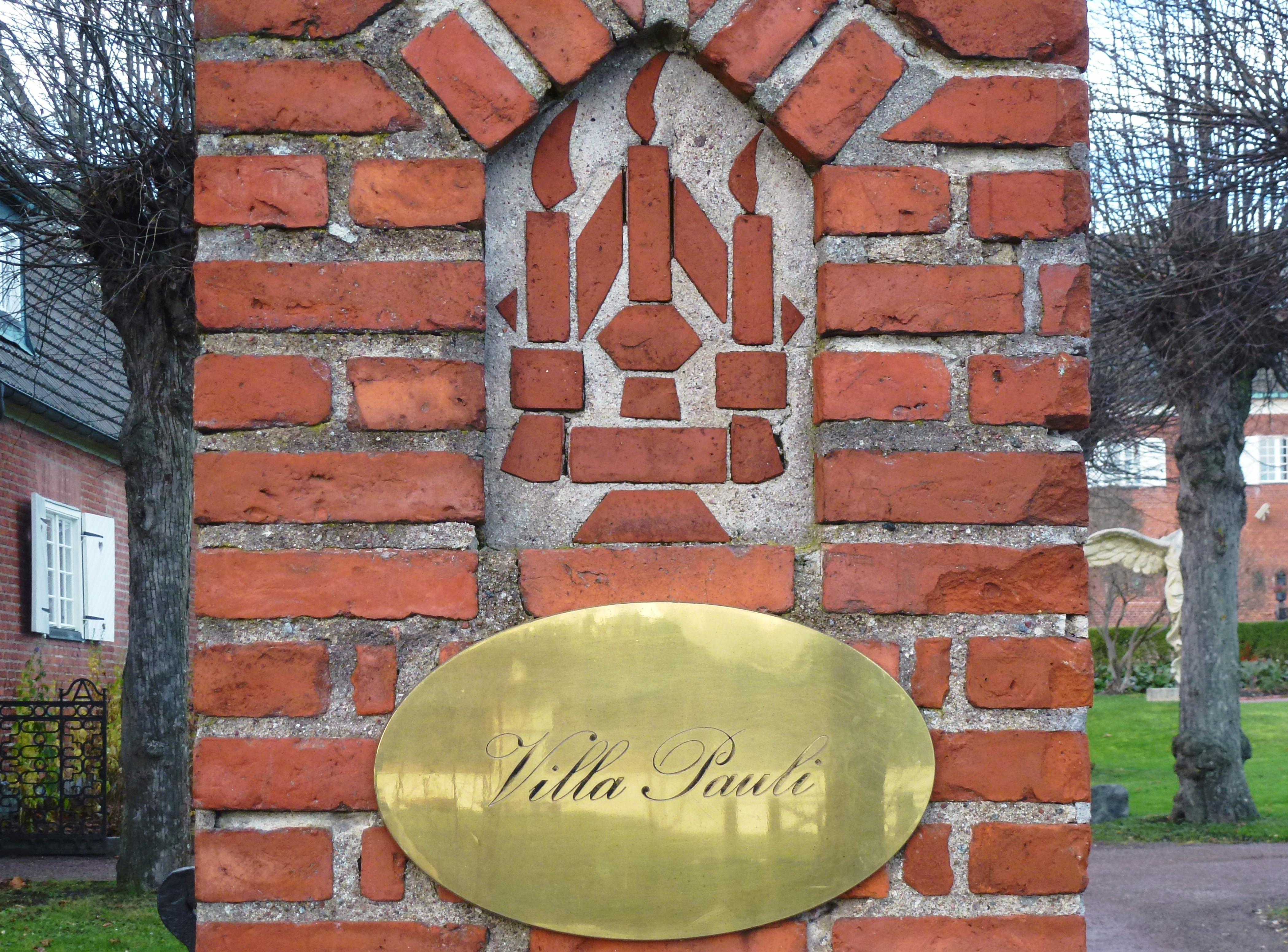
Grindstolpe med tegelmotiv
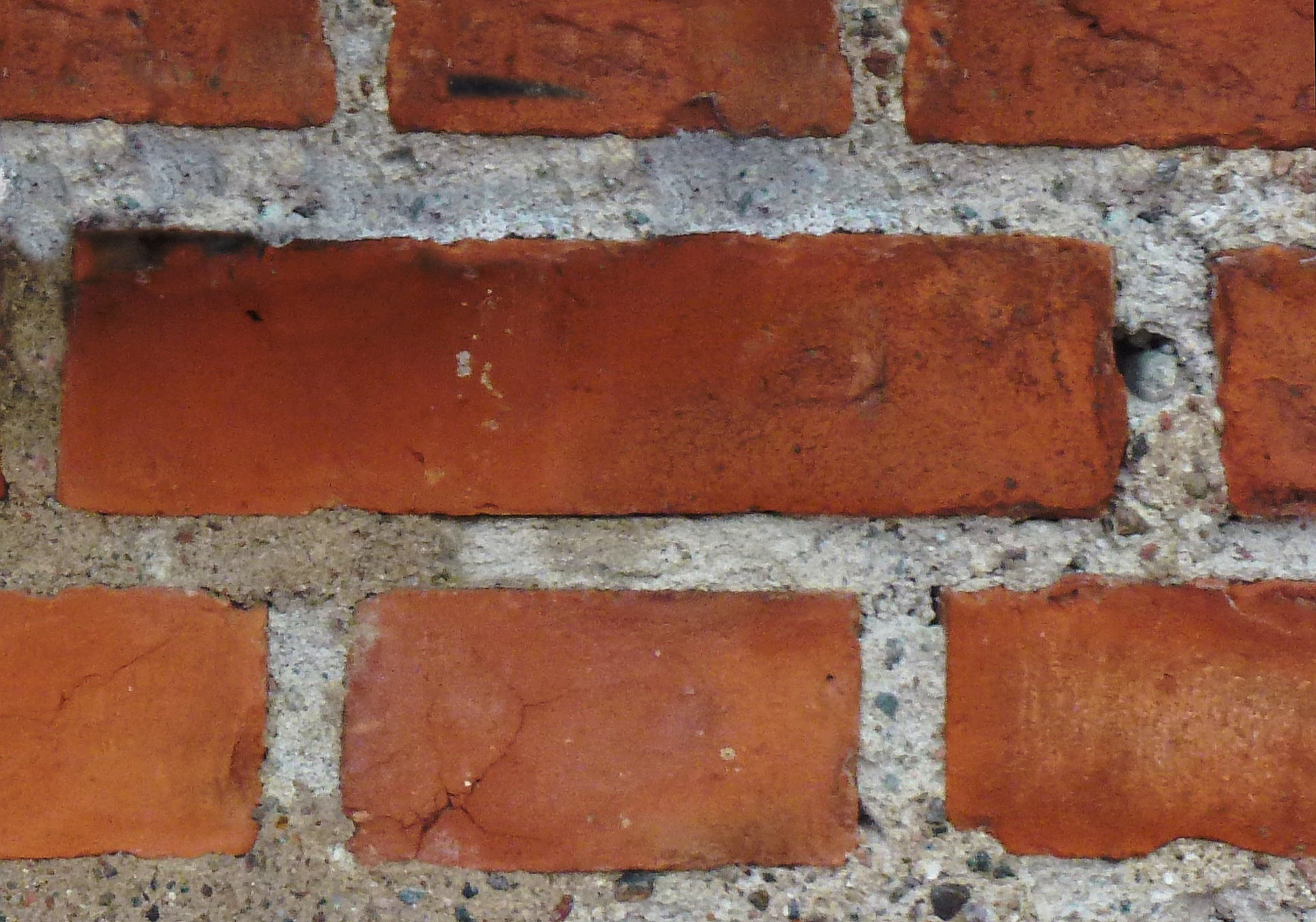
Fasadernas murtegel i kryssförband
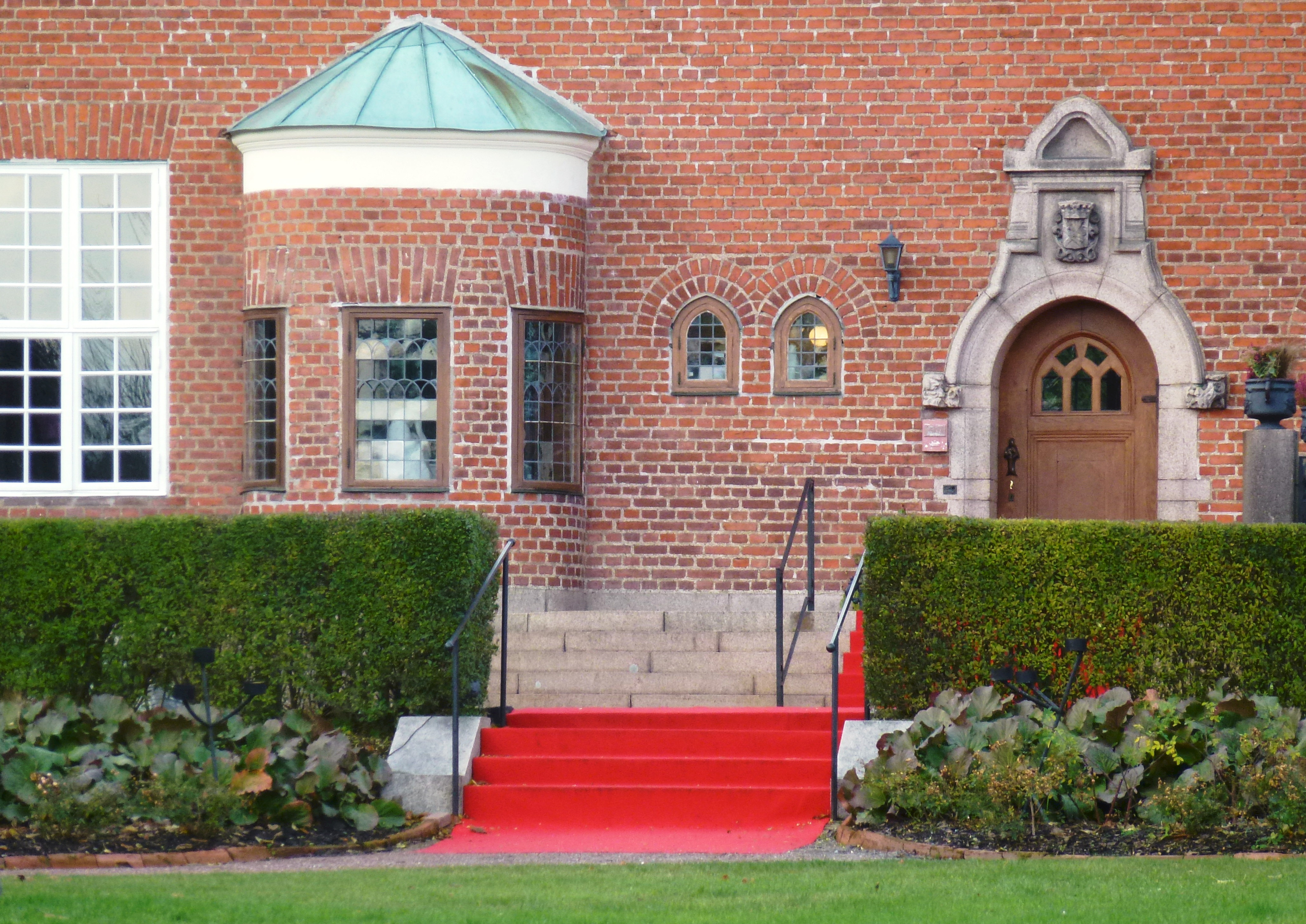
Huvudentré, fasad mot syd
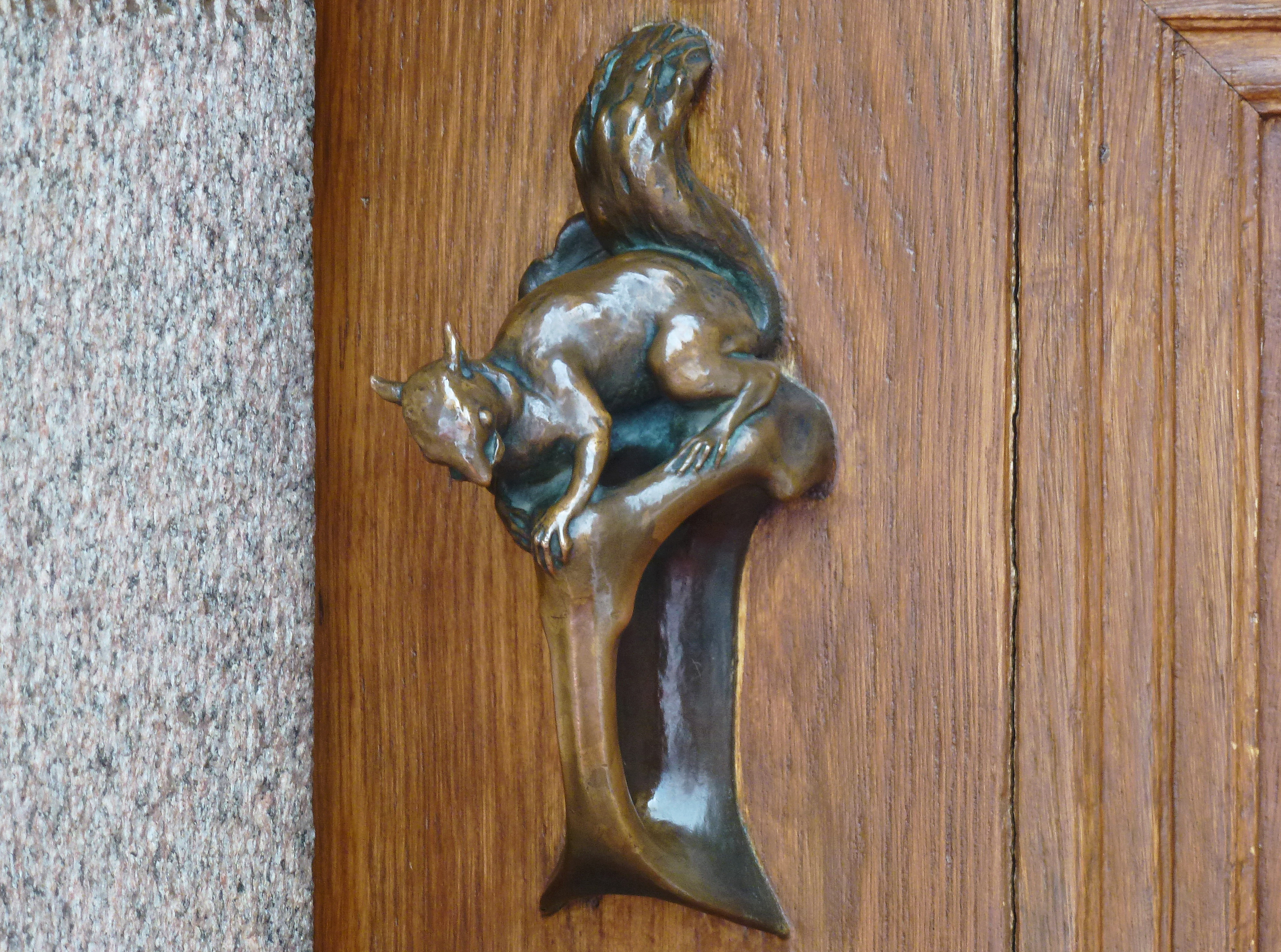
Dörrhandtag i form av en ekorre
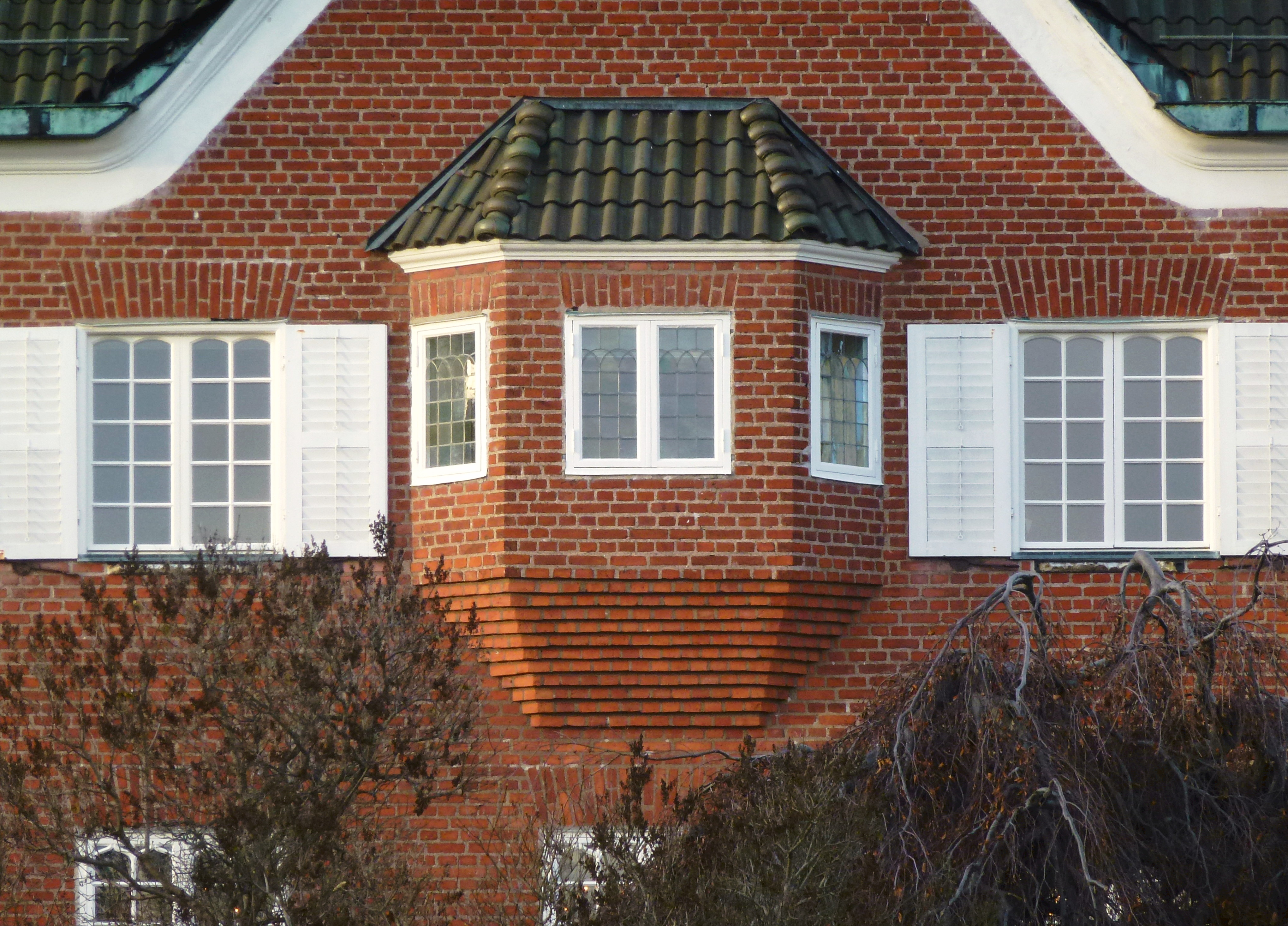
Burspråk
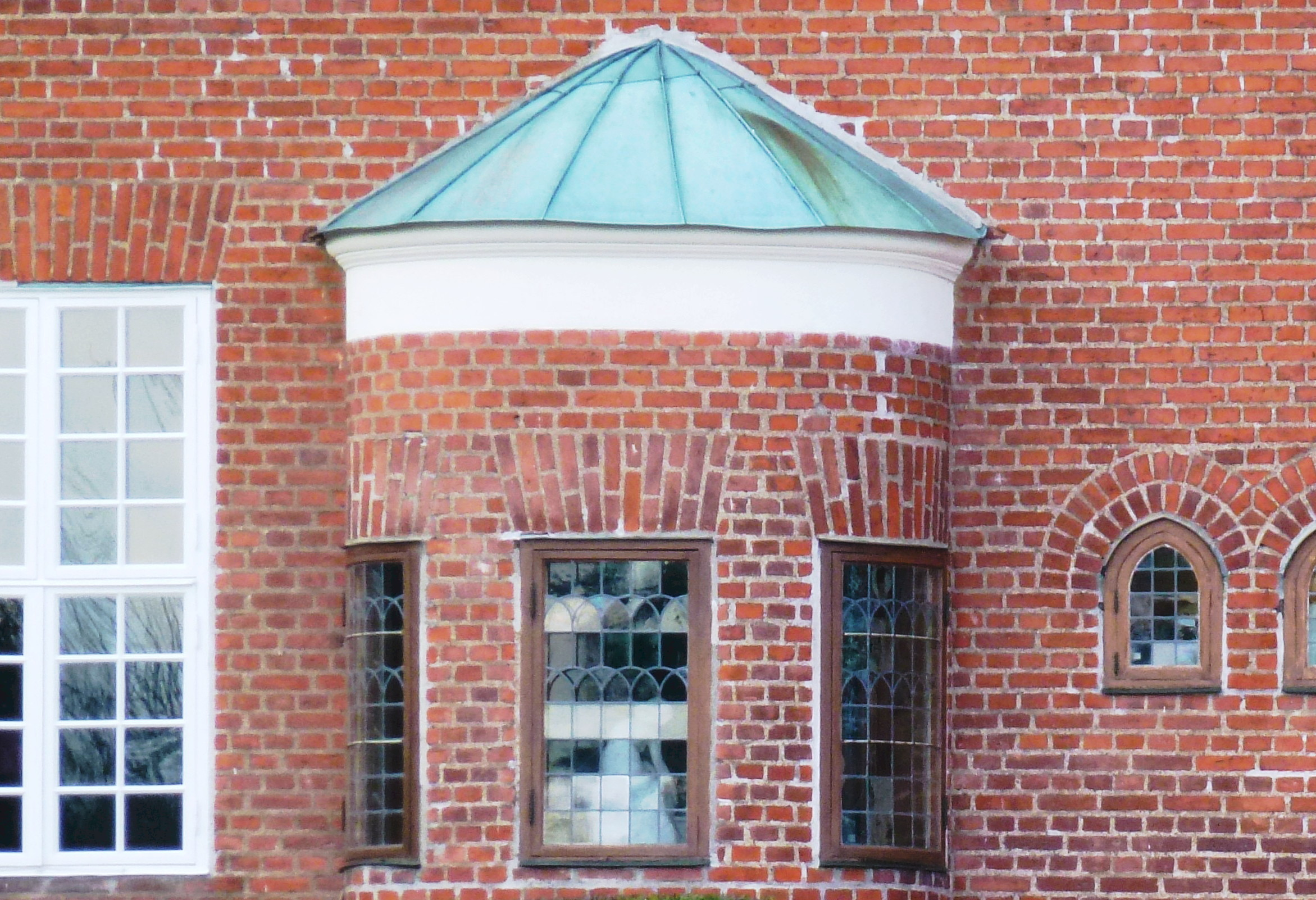
Burspråk
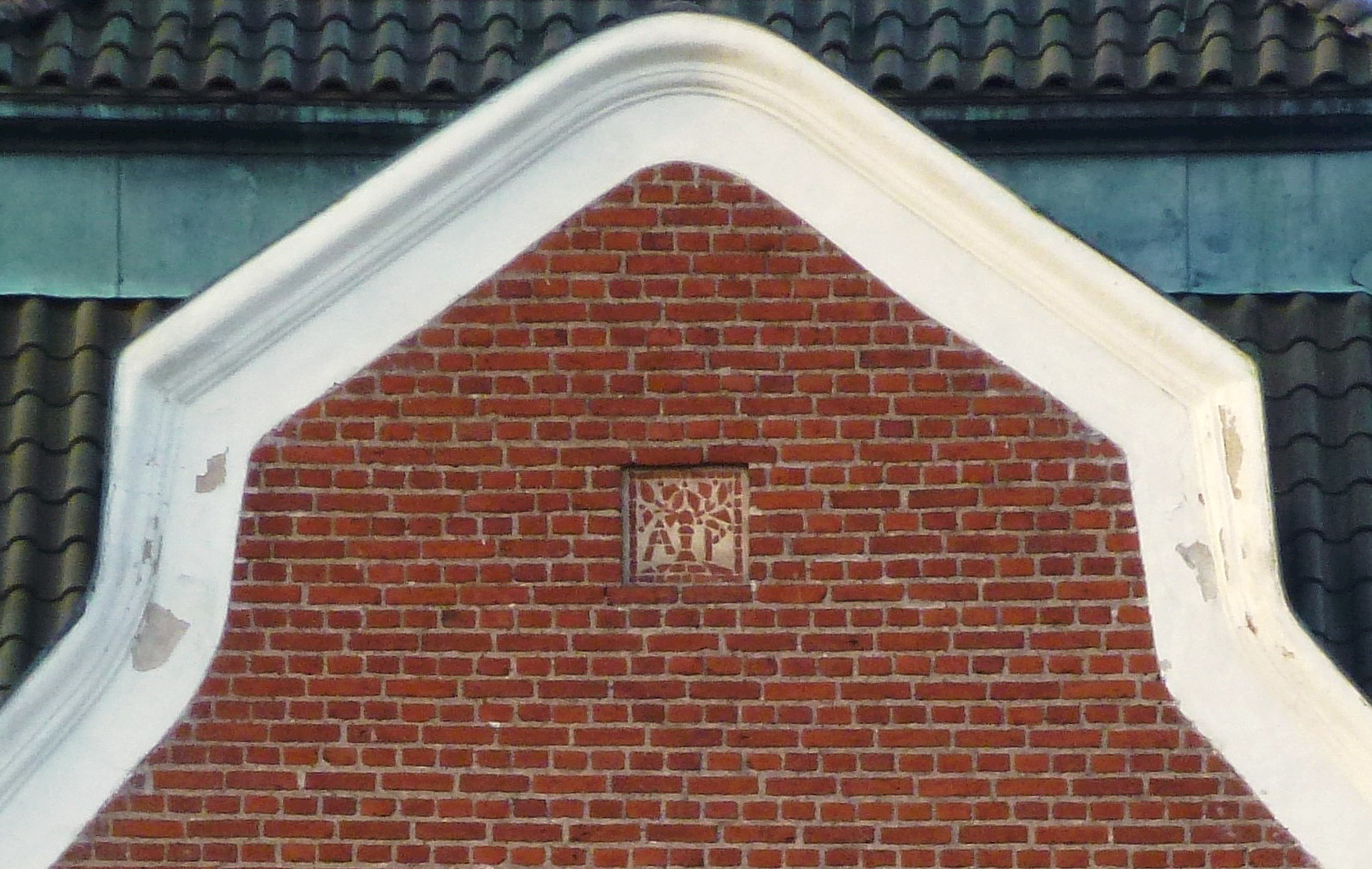
Initialerna "A+P" på fasaden
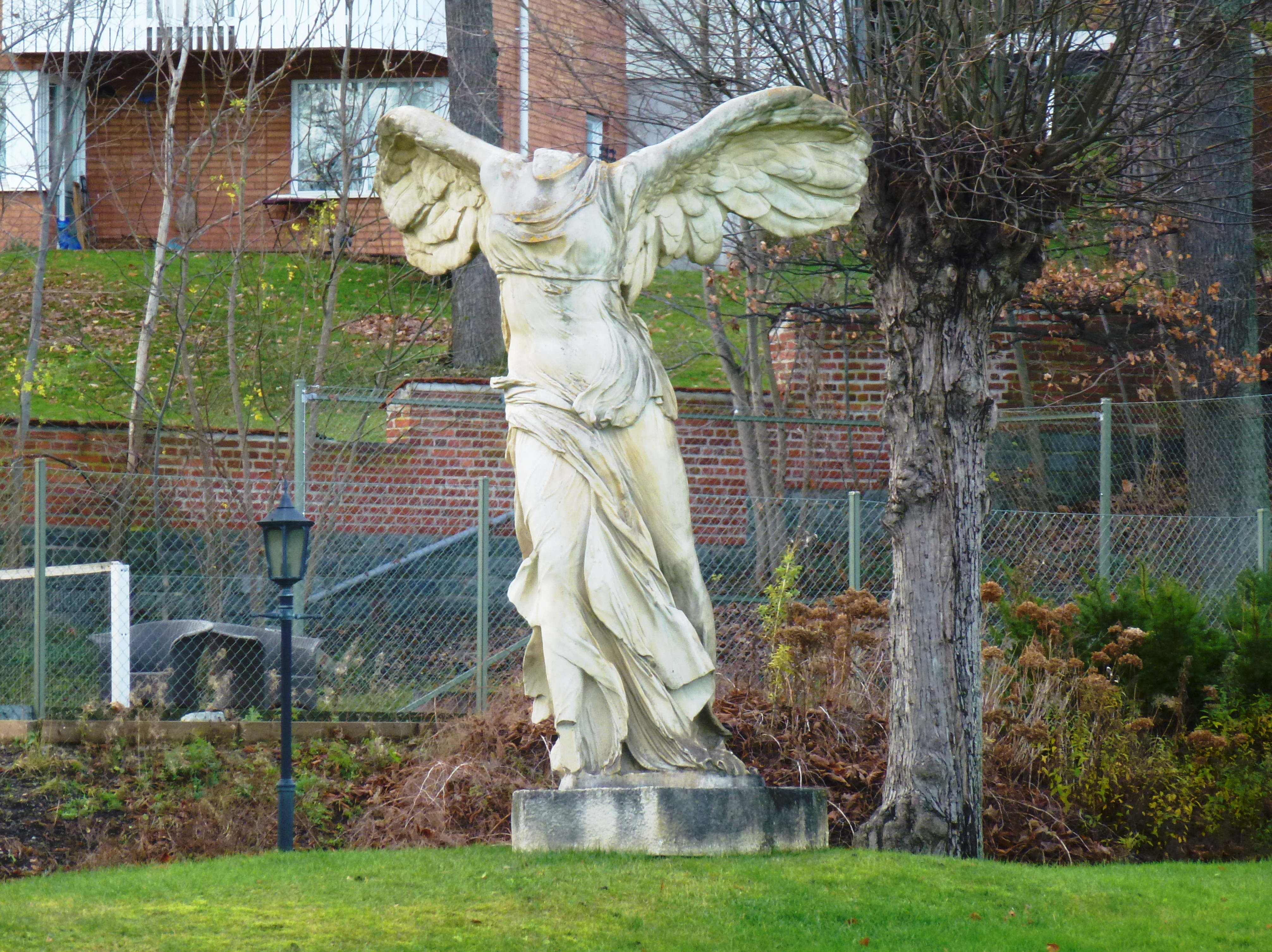
Kopia av Nike från Samothrake
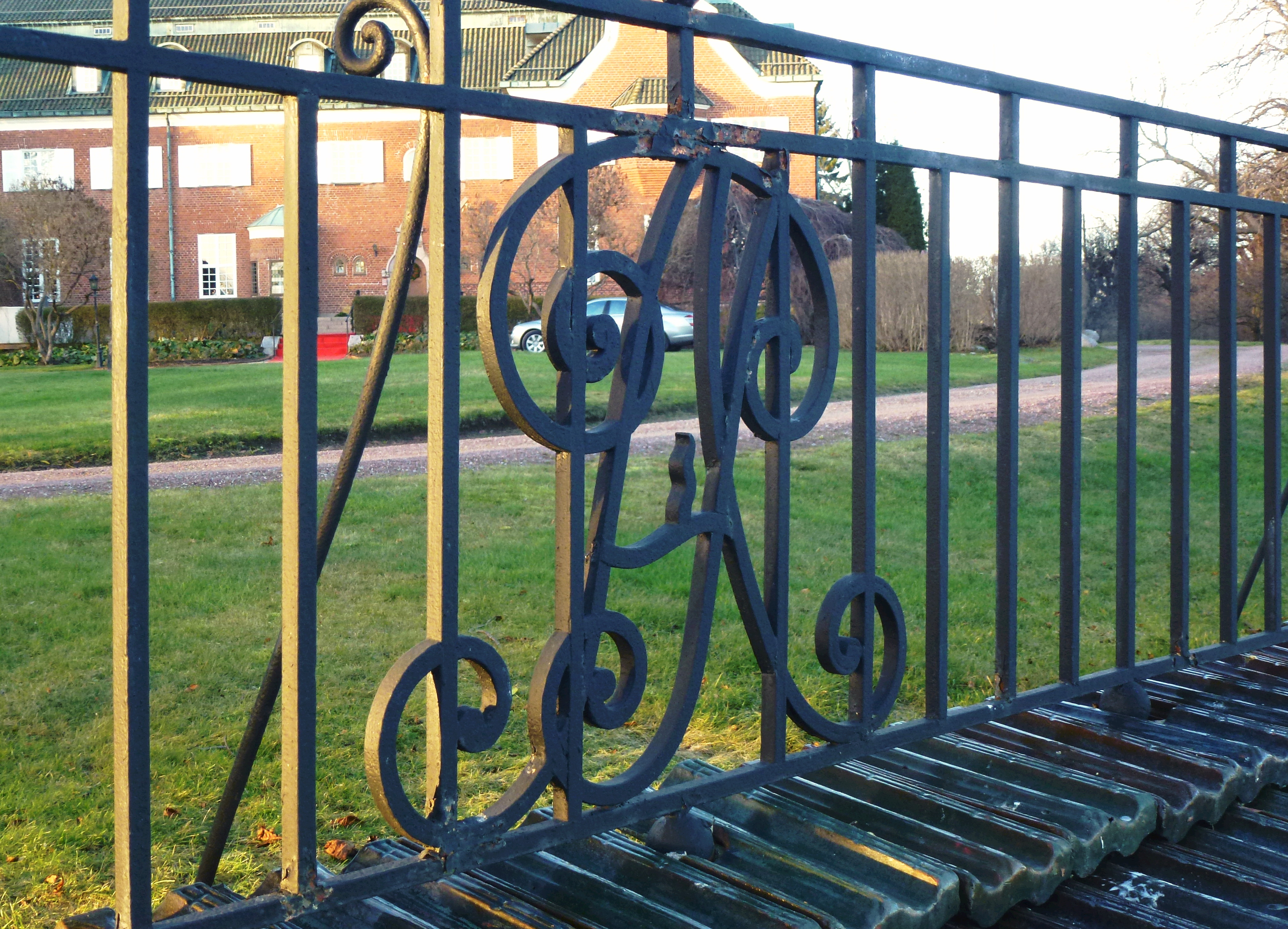
Initialerna "A+P" på räcket